# アルファロメオ・155 V6 TI
アルファロメオ・155 V6 TIはアルファロメオが1993年にドイツツーリングカー選手権(DTM)参戦のために開発、製作したレーシングカー。V6はV型6気筒、TIはTurismo Internazionaleの意。
155 V6 TIのベースマシンであるアルファロメオ・155 GTAについてもここに記す。

## 155 GTA

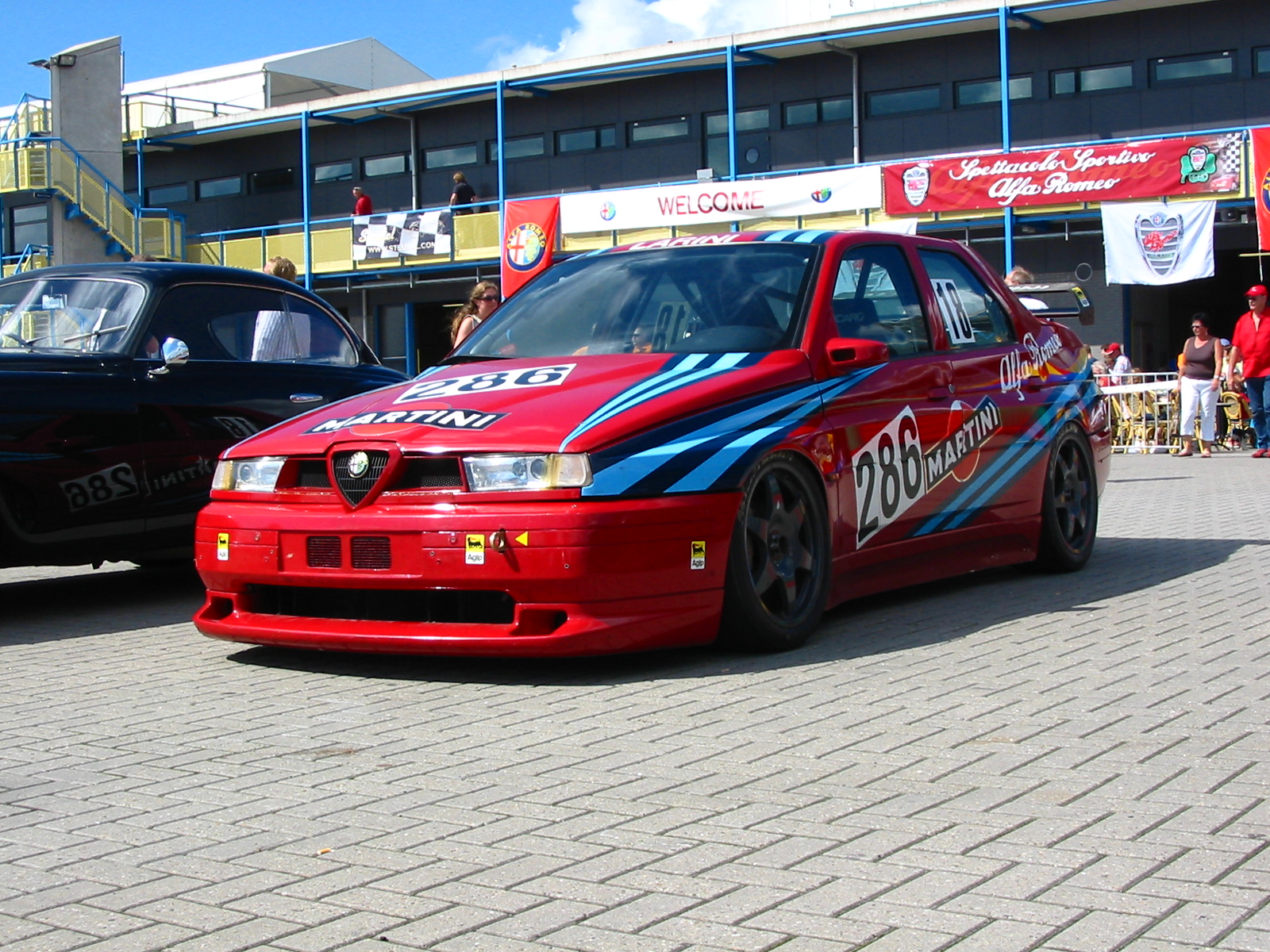
155 GTA

アルファロメオ・155 GTAは アルファロメオが1992年にイタリアツーリングカー選手権(CIVT)・スーパーツーリズモクラス参戦用に開発・制作したレーシングカーである。同じフィアット系列のランチア・デルタ HFインテグラーレからターボチャージャー付き2.0L直列4気筒、4WDのパワートレーンを移植し製作されたアルファロメオ・155 Q4をベースとし、「サーキット用のHFインテグラーレ」とも呼ばれる。92年のCIVTにおいて全20戦中17勝を挙げメイクスタイトルを獲得。ドライバータイトルでもランキングの1位から3位を占め、ニコラ・ラリーニがチャンピオンを獲得した。
155 GTAはCIVTで圧倒的な強さを発揮したが、同選手権は1993年からクラス2規定で開催されることになり、155 GTAはDTMへ活躍の場を移すことになった。
アルファロメオのワークスチームであるアルファコルセは、1992年のDTM第21/22戦のレースウィーク中に開催地であるニュルブルクリンクで155 GTAのテストを行い、同レースのポールポジションタイムに迫る速さを示し、155 GTAの競争力を確認した。

## 155 V6 TI

### 1993年
アルファロメオは155 GTAをベースに155 V6 TIを開発・製作した。155 GTAとの相違点はエンジンを自然吸気2.5L・60度のV型6気筒に換装し、外観のモディファイを行った。いずれも1993年からDTMに導入された「クラス1ツーリングカー」規定に対応したものである。エンジンはボア・ストローク93X61.3 mmのショートストローク型で、11,500回転で420 PS前後を発生し、独特の甲高いエキゾーストノートを発した。シャシーはボディシェル内をロールケージで補強し、フロントはエンジンとトランスミッションをサブフレームにマウントしている。サスペンションはストラット式。シフトパターンはオーソドックスなH型だが、ヘリコプター事故で右腕を切断・縫合したアレッサンドロ・ナニーニ用には、シフトアップ/ダウンが別々になった2本レバーのシーケンシャル仕様が用意された（手前に引く動作が不自由なため、奥へ押すことで作動する）。世界ラリー選手権（WRC）で磨かれたアバルトの4WDシステムは、前後配分が33対67に固定されている。
155 V6 TIを使用するチームはアルファコルセとドイツのシューベル・エンジニアリングで、ドライバーはアルファコルセが1992年のCIVTでもアルファコルセのレギュラードライバーだったアレッサンドロ・ナニーニとニコラ・ラリーニ。シューベルはクリスチャン・ダナーと、92年CIVTドライバー・ランキング2位のジョルジオ・フランシアを起用した。
アルファロメオは1993年のDTMに参戦するや、開幕戦ゾルダー第1レースでラリーニとダナーがワンツー、2レースもラリーニ・ダナー・ナニーニで表彰台独占という衝撃的なデビューを飾る。その後、全20戦中12勝を記録しメイクスタイトルを獲得した。ドライバータイトルも10勝を挙げたラリーニが獲得した。

### 1994年

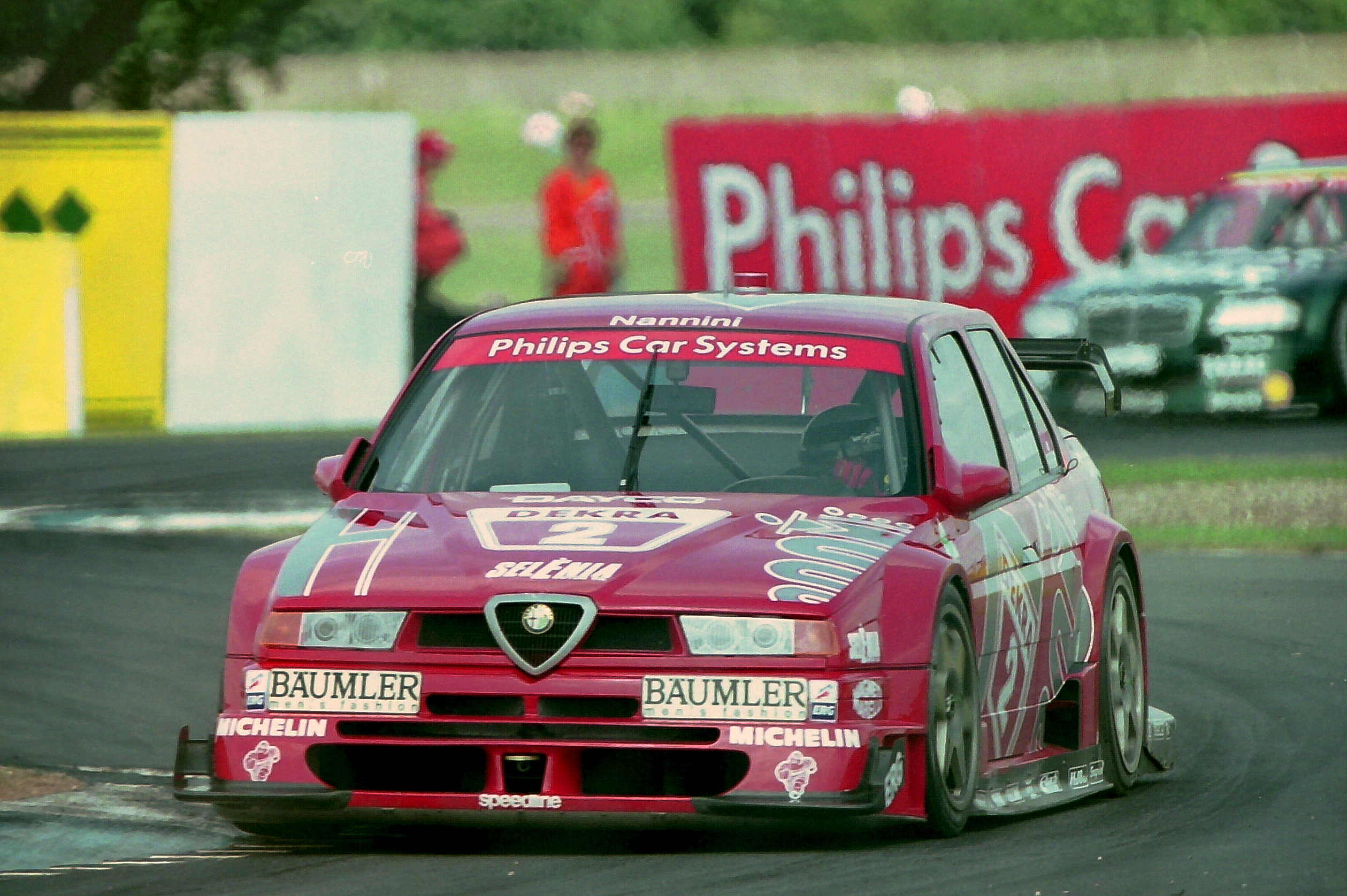
アレッサンドロ・ナニーニがドライブする155 V6 TI（1994年ドニントン）

155 V6 TIの1994年仕様はドラッグの減少と低重心化のため全高を20mm下げ、エンジンの位置も1993年仕様よりも低く、マシン中央寄りにマウントされるようになった。エンジン自体も1993年仕様と同じV6エンジンながら小型・軽量化した新設計の物が用意された。また、アンチロックブレーキシステムも採用された。ウイング状のリアディフューザーが装着され空力面のモディファイも行われた。アルファロメオはアクティブサスペンションも1994年シーズンに向けて開発していたが、メルセデス・ベンツとの間で同技術の実戦投入を中止することでシーズン前に合意した。トランスミッションはシーズン前半はすべてのドライバーがナニーニ用の2本レバータイプのシーケンシャル仕様を使っていたが、シーズン後半には1本タイプのシーケンシャルシフトに移行した。
1994年はアルファコルセとシューベルが1994年仕様の155 V6 TIを使用したほか、いくつかのプライベートチームが1993年仕様の155 V6 TIを使ってDTMに参戦した。
アルファコルセのドライバーはラリーニ、ナニーニの他ステファノ・ブティエロが3台目のマシンを走らせたが、これはラリーニ、ナニーニのどちらかが第1レースでマシンを使用不能にさせた時に代替のマシンを提供するためのエントリーで(この方法は1994年限りで禁止された)、メルセデスとのタイトル争いが激化したシーズン終盤にはブティエロに代わってステファノ・モデナが3台目のマシンを走らせた。
シューベルはダナー、フランチアに加えて、クリス・ニッセン、ミハエル・バルテルス、アンディ・ウォレスの5人を起用したが、ウォレスはシーズン前半のみでチームを離れた。
1994年シーズンはメルセデス・ベンツ・Cクラス、オペル・カリブラV6というライバルが登場し、クラス1対決が本格化。アルファロメオはメルセデスの9勝を上回る11勝を挙げたがメイクスタイトルの連覇はならなかった。ドライバーランキングでもラリーニの3位が最高だった。

### 1995年
1995年からDTMに加えて、これまでDTMがドイツ国外で開催していたノンタイトル戦のイベント数を増やし、新たに国際ツーリングカー選手権(ITC)を並行して開催することになった。
1995年仕様の155 V6 TIはレギュレーションの緩和を受けてセミオートマチックトランスミッションの採用とリアサスペンションのダブルウィッシュボーン化が行われた。またリアデファレンシャルギアが電子制御化された。しかし1995年仕様の155 V6 TIは迎えた開幕戦のホッケンハイムリンクで不振に陥り、アルファロメオは第2戦のアヴスから1995年仕様と1994年仕様をベースとしたマシンとを併用するようになった。
ドライバーはアルファコルセは引き続きラリーニとナニーニを起用。シューベルはクリスチャン・ダナーと、ジョルジオ・フランシアに変えてミケーレ・アルボレートが起用されたが振るわず、シーズン後半にはアルファコルセ2のガブリエル・タルキーニとトレードされた。
アルファコルセ、シューベルに加えて2チームがアルファロメオ陣営に加わった。ユーロ・モータースポーツはステファノ・モデナ、ミハエル・バルテルスの2人。1994年仕様のマシンを使用するアルファコルセ2にはジャンカルロ・フィジケラとジャンニ・ギューディッチ、スティグ・アムトーが起用されたが、アムトーは第3戦限りでチームを離れ、以後スポットドライバーが3台目のマシンを走らせた。
前述したようにアルファロメオは1995年仕様のマシンの開発に失敗し成績も低迷した。DTM、ITCともメイクスランキング2位を確保したもののDTMでは3勝、ITCでも2勝しか挙げられなかった。ワークスのアルファコルセの二人はDTMでは未勝利、ITCでもラリーニの1勝のみに終わった。

### 1996年

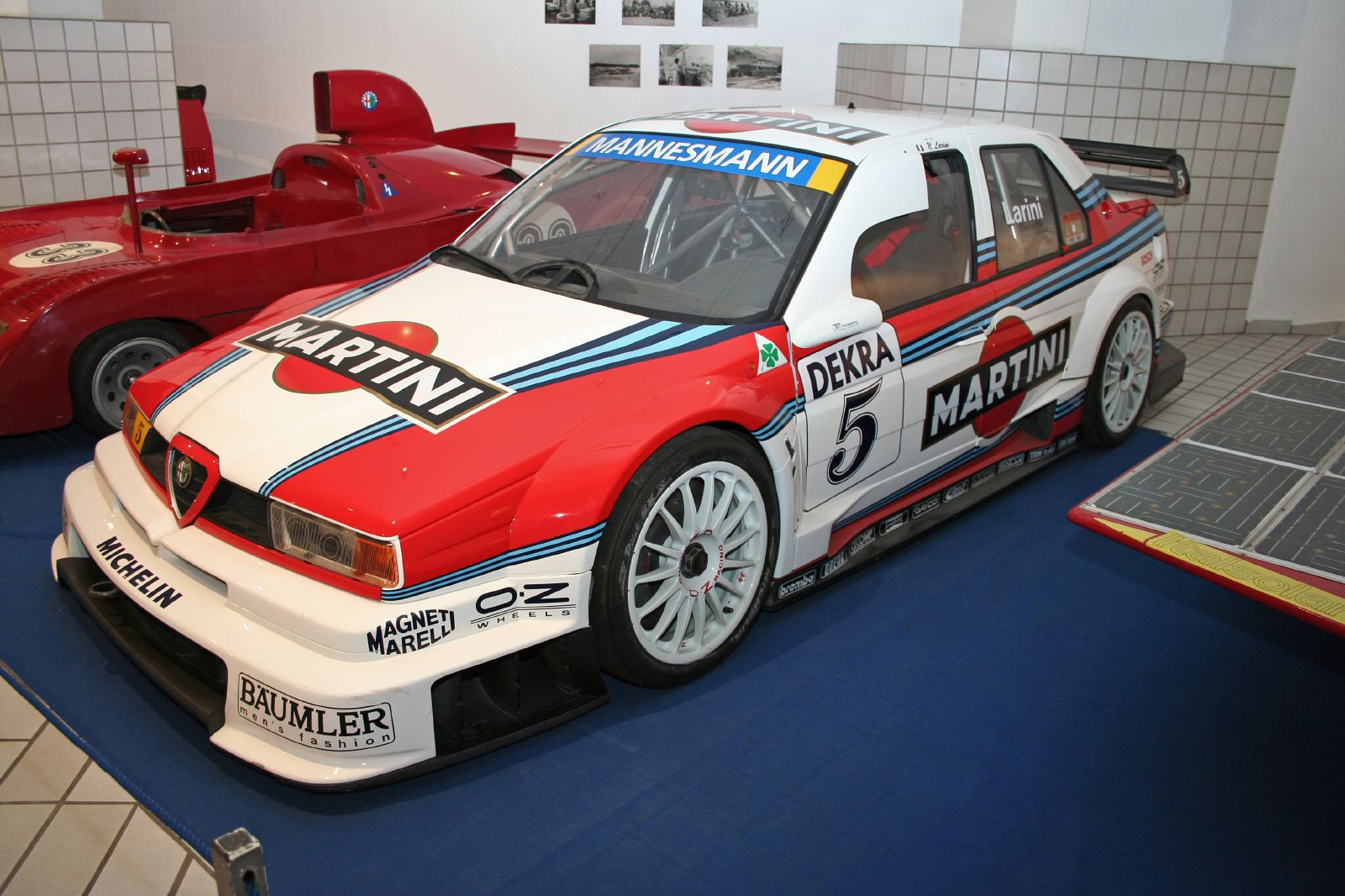
アルファロメオ・155 V6TI (1996)

1996年からDTMが廃止され、ITCのみが行われるようになった。
1996年仕様の155 V6 TIはサスペンションがフロント、リアともダブルウィッシュボーン化された。エンジンもシーズン途中から60度V6エンジンからマシンの重心を下げる目的で90度V6エンジンが登場した。レギュレーションの緩和を受けて、マスの集中を図るためオイルタンクの位置をトランクルームからリアシート部分に移設させた。マシン自体の全高も1995年仕様の1,355mmから1,280mmに下げられた。
空力面ではアンダーフロアのアップスイープがフロントシート付近から始まるデザインとなり完全なグラウンド・エフェクト・カーになった。またラジエーターの排気部に可動式のシャッターを設け、これをレース中に開閉することでダウンフォースの量を調節できるようになった。
1996年から全てのドライバーがアルファコルセ名義でエントリーするようになった。このうちマルティニ・レーシングからラリーニとナニーニ、TVシュピールフィルムからフィジケラとダナー、J.A.Sはモデナ、バルテルス、タルキーニ、ジェイソン・ワットの4名を起用した。
この年のアルファロメオは、メイクスタイトルの獲得はならなかったがメーカー最多の10勝を挙げた。ドライバーランキングではナニーニが最多の7勝を記録したが3位に終わった。アルファロメオはシーズン途中に当年限りでのITC撤退を決定。ITC自体もこの年を最後に廃止となった。